# Esthemopsis clonia
Esthemopsis clonia är en fjärilsart som beskrevs av Felder 1865. Esthemopsis clonia ingår i släktet Esthemopsis och familjen Riodinidae. Inga underarter finns listade i Catalogue of Life.